# Palatul Roznovanu
Palatul Roset-Roznovanu este un monument de arhitectură (cod LMI IS-II-m-B-04066), construit în deceniile 7 - 10 ale secolului XVIII-lea, în Iași.
Clădirea adăpostește actualul sediu al primăriei Iași. Impresionantă prin somptuozitate și prin fastul interioarelor, a fost construită în deceniile 7 - 10 ale sec. XVIII-lea și restaurată între anii 1830 și 1833 de către cunoscutul arhitect Johann Freywald, cel care a proiectat și Catedrala Mitropolitană din Iași. 
În ansamblu, ca arhitectură dar și prin frescele interioare și statuile ce împodobeau în 1830 exteriorul, palatul aparține stilului neoclasic, cu elemente ornamentale electico-baroce. Până în 1891 când este vândută statului, clădirea este reședință a familiei Rosetti - Roznovanu, cea mai puternică și mai influentă familie din arena politică moldavă a urbei. Fiind una din cele mai importante case ale Iașului în epocă, a găzduit numeroase personalități și a fost martora unor evenimente istorice semnificative.
La sfârșitul sec.XVIII (1788), se stabilește la Palat, generalul rus Romanov și mai apoi, întreaga diplomație rusă, aflată aici în perioada Regulamentului Organic (1829 - 1831). De altfel, în 1866, familia Roznovanu, susținută de forțe politice din Rusia, încearcă organizarea unui complot ce urmărea urcarea în scaunul Moldovei, a lui Nunuța Roznovanu, dar planul se soldează cu un eșec. Un eșec a fost și încercarea fostului domnitor Mihail Sturdza, stabilit aici în 1858 de a reveni la putere, la 10 ani de la plecarea din țară. Figuri marcante se perindă prin saloanele Palatului în deceniile 7-8 ale sec.XIX: M.S. Carol I, Natalia Kescu (care va deveni Regina Serbiei în 1882), celebra Hariclea Darclée etc. 

Între anii 1892 - 1892, Palatul Roznovanu va fi folosit ca reședință temporară a familiei regale, o parte din spațiu fiind alocat autorităților locale.

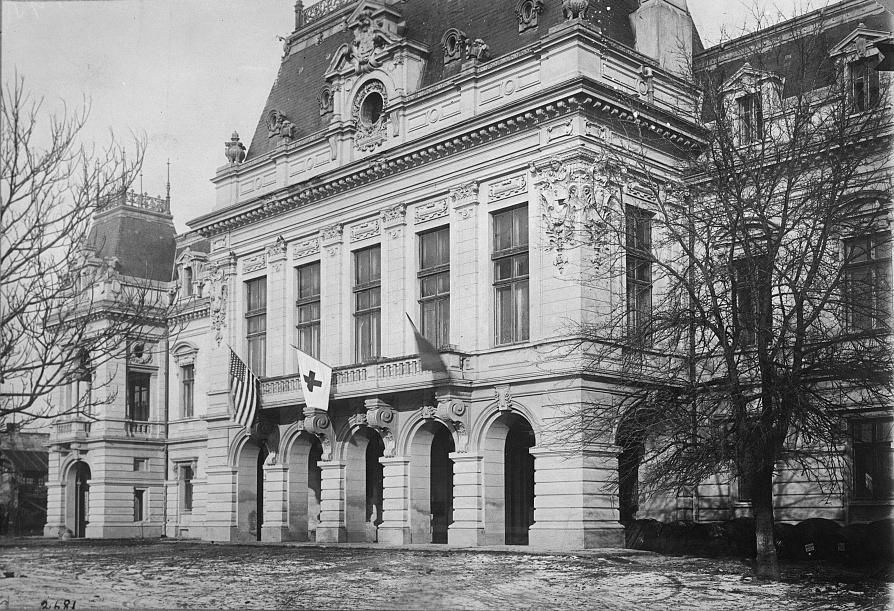
Palatul Roznovanu, sediu al Spitalului American din Iași în timpul Marelui Război

Clădirea a jucat un rol deosebit pe scena istoriei mai ales în Primul Război Mondial, între 1916 - 1918, când a găzduit sediile ministerelor conducerii politice refugiate de la București. În încăperea în care se află acum Cabinetul Primarului, își avea biroul M.S. Regele Ferdinand I, iar în actuala Sală de ședințe a Consiliului Local s-a întrunit în 1918, Consiliul de Război al României. De asemenea, parterul a servit drept locație pentru un spital civil al Misiunii Crucii Roșii Americane În deceniile 2-4 ale secolului XX, Palatul cunoaște din nou strălucirea vieții mondene de altădată, pentru ca, din 1944 să devină sediul Comitetului Orășenesc de Partid și din 1970 sediul Primăriei Iași.
După 1990 s-au perindat prin Sala Mare a Palatului, semnificative personalități ale vieții politice românești, membrii Casei Regale, ambasadori și reprezentanți ai statelor din toate colțurile lumii.